# Индо-малайская большеглазая акула
Индо-малайская большеглазая акула (лат. Hemigaleus microstoma) — вид хрящевых рыб семейства большеглазых акул отряда кархаринообразных. Обитает в Индийском и Тихом океане. Размножается плацентарным живорождением. Максимальная зафиксированная длина 110 см. Окраска от светло серого до бронзового цвета, без отметин. Вид неопасен для человека. Этих акул добывают кустарным способом. Мясо употребляют в пищу.

## Таксономия
Вид впервые описан в 1852 году. Голотип представлял собой особь длиной 77,3 см, пойманный у берегов острова Холо, Филиппины. Впоследствии утрачен. Ранее считалось, что акулы этого вида обитают в водах Австралии, однако местный вид акул был недавно описан как Hemigaleus australiensis. Экземпляры, пойманные в Красном море должны быть подвергнуться критическому исследованию.

## Ареал
Индо-малайские большеглазые акулы обитают в Индийском океане, а также в северо-западной и центрально-западной части Тихого океана у берегов Индии, Шри-Ланки, Таиланда, Китая, Тайваня, Малайзии, Филиппин, Индонезии и, возможно, в Красном море. Они встречаются на континентальном и островном шельфе на глубине 170 м и больше. В австралийских водах этих акул добывают на глубине от 12 до 167 м, где температура воды у дна составляет от 22 °C до 27,6 °C.

## Описание
У индо-малайских большеглазых акул тонкое тело и закруглённая, довольно вытянутое рыло. Крупные овальные глаза вытянуты по горизонтали и оснащены мигательными мембранами. Позади глаз имеются крошечные брызгальца. Жаберные щели в 0,8—1,3 раз превышают длину глаза. Короткий рот изогнут в виде широкой арки. Длина рта составляет 31—43 % от его ширины. Нижняя челюсть на симфизе закруглена. По углам рта имеются губные борозды. Зазубрины по краям зубов отсутствуют. Плавники имеют серповидную форму. Первый спинной плавник довольно крупный, его основание лежит между основаниями грудных и брюшных плавников. Высота второго спинного плавника составляет 3/5 от высоты первого спинного плавника. Его основание расположено над основанием анального плавника. Анальный плавник существенно меньше обоих спинных плавников. У верхнего кончика хвостового плавника имеется вентральная выемка. Хвостовой плавник вытянут почти горизонтально. Окрас от светло-серого до бронзового цвета. Иногда имеется тёмная или светлая окантовка плавников и белые пятнышки по бокам.

## Биология
Индо-малайские большеглазые акулы размножаются плацентарным живорождением. Кроме того, эмбрион питается желтком. Длина полностью сформировавшихся эмбрионов с отделившейся пуповиной составляет 23,7—25,6 см. Длина новорожденных около 47 см. В помете бывает от 2 до 4 новорожденных. Максимальный зафиксированный размер составляет 110 см. Самцы и самки достигают половой зрелости при длине 75 и 75—78 см соответственно. Вероятно, самки приносят потомство два раза в год, беременность длится около 6 месяцев. Рацион состоит из головоногих.
На индо-малайских большеглазых акулах паразитируют цестоды Didymorhynchus southwelli, Prochristianella aciculata, Trigonolobium spinuliferum, Nybelinia mehlhorni и Paraorygmatobothrium kirstenae и веслоногие рачки Perissopus dentatus и Pseudopandarus australis.

## Взаимодействие с человеком
Вид не представляет опасности для человека. Этих акул добывают кустарным способом с помощью донных жаберных сетей и ярусов. Мясо употребляют в пищу, из отходов вырабатывают рыбную муку. Плавники из-за небольшого размера ценятся невысоко. Международный союз охраны природы присвоил этому виду охранный охранный статус «Уязвимый» .